# Grup de Forces Soviètiques a Alemanya Oriental
El Grup de Forces Soviètiques a Alemanya (1949-88) (rus: Группа советских войск в Германии, ГСВГ), també conegut com a Grup de Forces Soviètiques d'Ocupació a Alemanya (1945-49) i Grup Occidental de Forces (1988-94) eren les tropes de l'Exèrcit Soviètic a l'Alemanya Oriental.
Els exèrcits soviètics permanentment destinats a Alemanya eren predominantment unitats estacionades per amenaçar l'OTAN des de finals de la dècada de 1940 i fins al 1989, un factor principal en la situació militar durant la Guerra Freda. La possibilitat d'una invasió soviètica de l'Alemanya Occidental i d'altres països de l'Europa Occidental era, malgrat tot, baixa a causa dels perill de l'escalada atòmica.

## Història
El Grup de Forces Soviètiques d'Ocupació a Alemanya va formar-se tot just finalitzar la Segona Guerra Mundial amb formacions del 1r i del 2n Fronts de Belarús. En el moment de la seva creació, el 9 de juliol de 1945, incloïa:
- el 1r Exèrcit Cuirassat de la Guàrdia (base a Dresden) 
  - 8è Cos Mecanitzat
  - 11è Cos Mecanitzat
- el 2n Exèrcit Cuirassat de la Guàrdia (base a Fürstenberg)
  - 1rè Cos Mecanitzat
  - 1rè Cos Cuirassat
  - 12èr Cos Cuirassat de la Guàrdia
- el 4t Exèrcit Cuirassat de la Guàrdia (base a Eberswalde) 
  - 5è Cos Mecanitzat de la Guàrdia
  - 6è Cos Mecanitzat de la Guàrdia
  - 10è Cos Cuirassat de la Guàrdia
- el 2n Exèrcit de Xoc (base a Schwein)
  - 109è Cos de Fusellers (divisions de fusellers 46a, 90a i 372a)
  - 116è Cos de Fusellers (divisions de fusellers 86a, 321a i 326a)
- el 3r Exèrcit de Xoc (base a Stendal)
  - 7è Cos de Fusellers (divisions de fusellers 146a, 265a i 364a)
  - 126è Cos de Fusellers (divisions de fusellers 23a de Guàrdies, 52a de la Guàrdia i 33a)
  - 7è Cos de Fusellers (divisions de fusellers 146a, 265a i 364a)
  - 12è Cos de Fusellers de la Guàrdia (divisions de fusellers 23a de Guàrdies, 52a de la Guàrdia i 33a)
  - 79è Cos de Fusellers (divisions de fusellers 150a, 171a i 207a)
  - 9è Cos Cuirassat
- 5è Exèrcit de Xoc (base a Berlín)
  - 9è Cos de Fusellers (divisions de fusellers 248a i 301a)
  - 26è Cos de Fusellers de la Guàrdia (divisions de fusellers 89a de la Guàrdia, 94a de la Guàrdia i 266a)
  - 32è Cos de Fusellers (divisions de fusellers 60a de la Guàrdia, 295a i 416a)
  - 230a divisió de fusellers
  - 3 brigades cuirassades independents
- el 8è Exèrcit Cuirassat de la Guàrdia (base a Weimar)
  - 26è Cos de Fusellers de la Guàrdia (divisions de fusellers 35a de la Guàrdia, 47a de la Guàrdia i 57a de la Guàrdia)
  - 28è Cos de Fusellers de la Guàrdia (divisions de fusellers 39a de la Guàrdia, 79a de la Guàrdia i 88a de la Guàrdia)
  - 29è Cos de Fusellers de la Guàrdia (divisions de fusellers 27a de la Guàrdia, 74a de la Guàrdia i 82a de la Guàrdia)
  - 11è Cos Cuirassat
- el 47è Exèrcit (base a Halle)
  - 77è Cos de Fusellers (divisions de fusellers 185a, 260a i 328a)
  - 125è Cos de Fusellers (divisions de fusellers 60a, 76a i 175a)
  - 129è Cos de Fusellers (divisions de fusellers 82a, 132a i 143a)
  - 1r Cos Cuirassat de la Guàrdia
  - 25è Cos Cuirassat

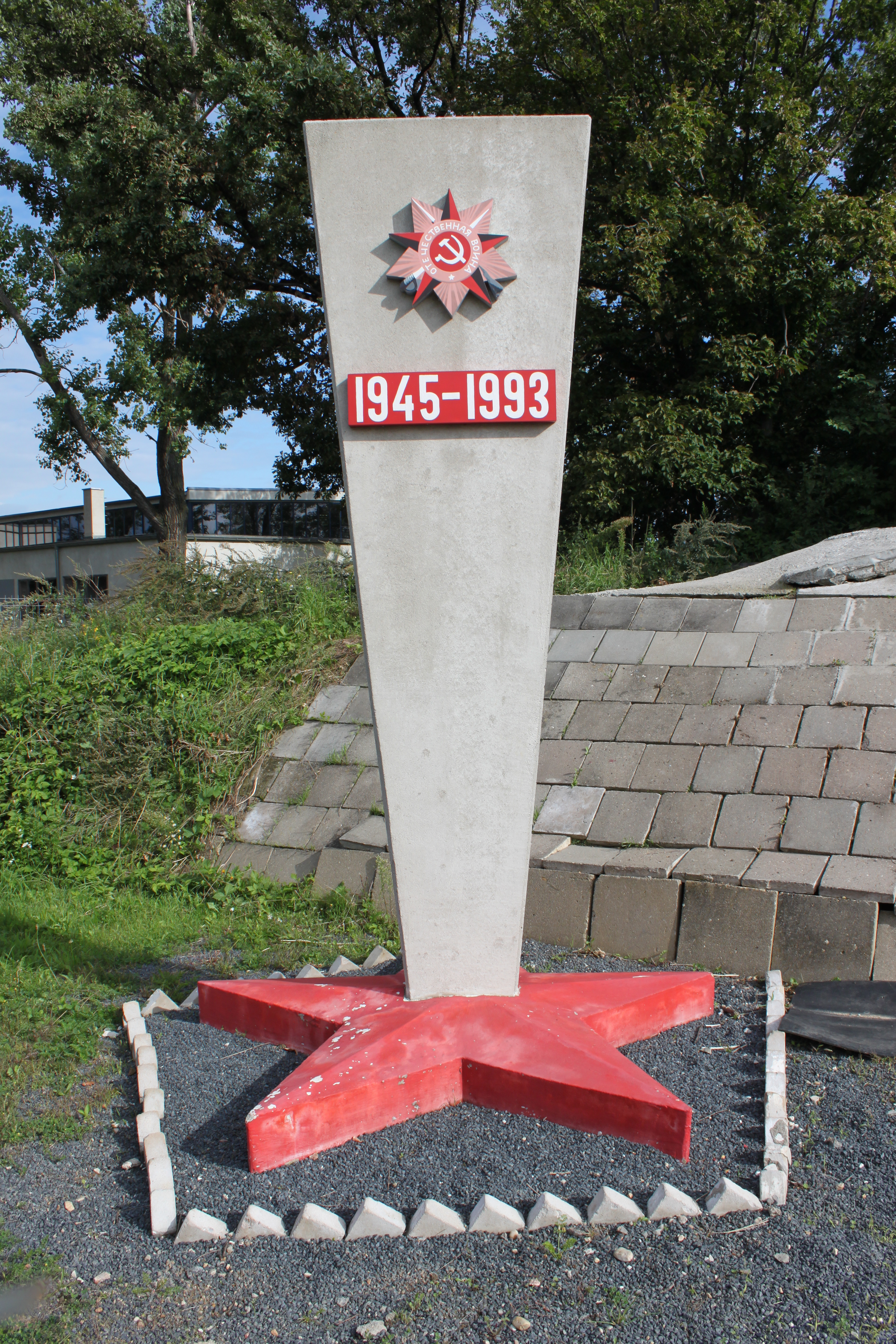
Memorial a l'aeroport de Großenhain

Poc després, el 5è Exèrcit de Xoc i el 47è Exèrcit deixaren la zona soviètica. El 2n Exèrcit va ser substituït pel 4t Exèrcit Mecanitzat de la Guàrdia. El 3r Exèrcit Mecanitzat va ser creat amb base a Forst Zinna.
El 26 de març de 1954 es creà com a tal el Grup de Forces Soviètiques a Alemanya 
A partir de 1956 s'iniciaren les retirades d'unitats des de l'Alemanya Oriental i, entre 1957-58 hi havia uns 70.000 militars soviètics al país, incloent l'Estat Major del 18è Exèrcit.
El Grup Soviètic a Alemanya tenia la missió d'assegurar que s'acomplissin els termes del Tractat de Potsdam, assegurant la frontera occidental i el desmantellament de les instal·lacions industrials, així com complint les funcions policials durant el Bloqueig de Berlín de 1948-49. Bàsicament, representaven els interessos polítics i militars de la Unió Soviètica. De la força inicial d'1,5 milions d'homes es va passar a només 350.000 a finals de 1947. A partir de 1948 hi va haver un augment de personal, passant a entre 500.000 i 600.000 soldats. Fins al 1949, el personal militar estava supeditada a l'Administració militar soviètica a Alemanya i, des de llavors i fins a 1953, de la Comissió de Control Soviètica, que es dissolgué el 28 de maig de 1953 i produint-se a partir de llavors una separació entre les forces d'ocupació i l'administració.
El 25 de març de 1954 el govern soviètic declarà que el règim alemany havia assolit la seva plena sobirania; i les tropes d'ocupació canviaren de nom per ser el Grup de Forces a Alemanya, marcant així el final de l'ocupació. Amb la declaració formal de la sobirania es deixava el camí lliure perquè la República Democràtica d'Alemanya ingressés al Pacte de Varsòvia, i el 20 de setembre de 1955es signà un tractat entre la Unió Soviètica i l'Alemanya Oriental.
El 1957, després d'un nou acord entre els governs de la Unió Soviètica i la República Democràtica Alemanya va establir els acords sobre la presència temporal de les Forces Armades Soviètiques en territori alemany, la mida del grup i les seves zones assignades i d'entrenament; i la seva coordinació amb les  tropes alemanyes. S'especificava que les tropes soviètiques no interferirien en els afers interns de la RDA, com havien fet durant la Sublevació del 17 de juny de 1953, quan es mobilitzaren a Berlín la 14a Divisió Mecanitzada i la 12a Divisió Cuirassada, amb un total de 600 tancs T-34.
Entre 1956 i 1957 arribà el 18è Exèrcit, amb 33.000 soldats. Entre abril i setembre de 1959 es desplegaren míssil d'abast mitjà tipus R-5 (designació OTAN SS-3 Shyster) a Fürstenberg / Havel i Vogelsang, amb la 72a brigada d'enginyers. El 1963, el Grup Soviètic a Alemanya estava format per 386.000 soldats, 46.000 dels quals pertanyien al 16è Exèrcit Aeri. El seu equipament incloïa 7.500 tancs, 100 míssils tàctics, 484 caces, 146 bombarders, 101 avions de reconeixement, 122 bombarders i 80 helicòpters. El 1968, les tropes a Alemanya van col·laborar en l'aixafament de la Primavera de Praga, enviant el 1r Exèrcit Cuirassat de la Guàrdia amb 4 divisions, el 20è Exèrcit de la Guàrdia amb 3 divisions (un total de 2.000 tancs), i seccions del 16è Exèrcit Aeri.
Seguint una resolució del govern de la Unió Soviètica el 1979/80, 20.000 militars, 1.000 tancs i molt equipament va ser retirat del territori alemany, entre ells la 6a Divisió Cuirassada de la Guàrdia (amb base a Wittenberg). Durant el transcurs de la Perestroika, el Grup Soviètic a Alemanya va transformar-se en una força més defensiva pel que feia a força, estructura i equipament. Això comportà una clara reducció de les forces cuirassades el 1989. L'1 de juny de 1989 va passar a anomenar-se Grup de Forces Occidental. El 1991, Gorbatxov anuncià que es retirarien d'Alemanya els míssils atòmics de curt abast, quatre divisions cuirassades i les forces d'assalt aeri.
La retirada del Grup de Forces Soviètiques a Alemanya va ser una de les major transferències de tropes majors en tota la història militar. Malgrat les dificultats, que resultà de la dissolució de la Unió Soviètica durant el mateix període, la retirada va ser portada a terme d'acord amb el pla previst i realitzada puntualment fins a l'agost de 1994. Alemanya es va comprometre a aportar quinze milions de marcs per cobrir les despeses de repatriació dels soldats, així com per a la construcció d'habitatges per a la reconversió.
El retorn de les tropes i del material va ser principalment per mar, en especial pels ports de Rostock i de l'illa de Rügen, així com per terra travessant Polònia en ferrocarril. Les Forces Terrestres Russes van abandonar Alemanya el 25 de juny de 1994 amb una desfilada de la 6a Brigada Motoritzada de Fusellers de la Guàrdia per Berlín. Les celebracions de partida a Wünsdorf l'11 de juny de 1994 i al parc Treptower de Berlín el 31 d'agost de 1994 marcaren el final de la disposició militar operativa soviètica en terra alemany en una cerimònia on van estar presents el President rus Borís Ieltsin i el Canceller alemany Helmut Kohl. L'1 de setembre va marxar de retorn a Moscou des de l'aeroport de Sperenberg el cap de les forces armades, coronel general Matvei Burlakov.
A més de als territoris soviètics, el territori operatiu del Grup de Forces Soviètiques a Alemanya també incloïen la regió de la ciutat de Szczecin, part dels territoris transferits d'Alemanya a Polònia després de la Segona Guerra Mundial. La resta de Polònia estava sota el Grup de Forces Nord, mentre que les regions meridionals (Àustria i Txecoslovàquia) estaven sota el Grup de Forces Central.

## Estructura i equipament el 1991

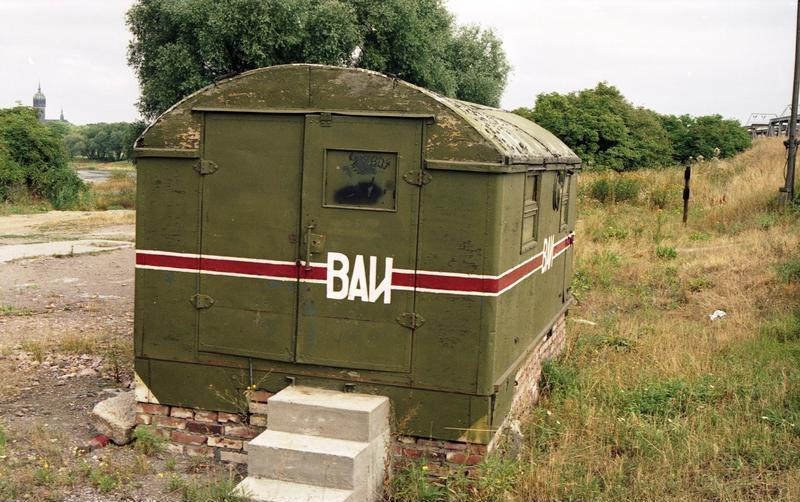
Garita de guàrdia soviètica a Wittenberg, 1991.

Les tropes soviètiques ocupaven 777 casernes en 276 localitzacions disseminades per tota la RDA. Aquestes instal·lacions incloïen 47 camps d'aviació i 116 camps de maniobres. A inicis de 1991 hi havia uns 338.000 soldats en 24 divisions, distribuïts en 5 exèrcits terrestres i un exèrcit aeri. A més, hi havia unes 208.000 persones més, entre familiars dels oficials destinats i personal civil destinat a Alemanya, entre els quals hi havia uns 90.000 nens. La majoria de les localitzacions estaven a la regió de Brandenburg.
El 1991 hi havia aproximadament:
- 4.200 tancs
- 8.200 vehicles blindats
- 3.600 peces d'artilleria
- 106.000 vehicles motoritzats diversos
- 690 avions
- 680 helicòpters
- 180 sistemes de míssils

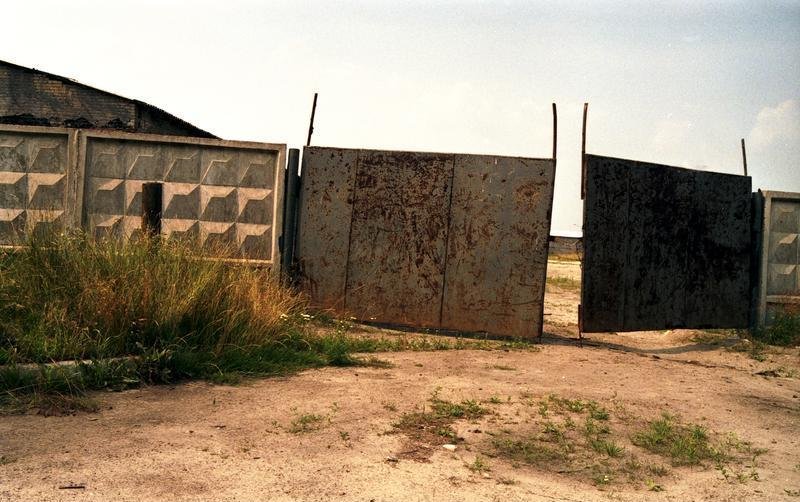
Casernes soviètiques abandonades a Stendal, 1991.

A finals de la dècada de 1980, entre les formacions soviètiques a Alemanya estaven:
- 1r Exèrcit Cuirassat de la Guàrdia Bandera Roja
  - 9a Divisió Cuirassada (Riesa)
  - 11a Divisió Cuirassada de la Guàrdia
  - 20a Divisió Mecanitzada de Fusellers de la Guàrdia
- 2n Exèrcit Cuirassat de la Guàrdia, Fürstenberg/Havel
  - 16a Divisió Cuirassada de la Guàrdia
  - 21a Divisió Mecanitzada de Fusellers de la Guàrdia
  - 94a Divisió Mecanitzada de Fusellers de la Guàrdia
  - 207a Divisió Mecanitzada de Fusellers de la Guàrdia
- 3r Exèrcit de Xoc, Magdeburg
  - 207a Divisió Mecanitzada de Fusellers de la Guàrdia
  - 10a Divisió Cuirassada de la Guàrdia Uralsko-Lvovskaia (Altengrabow)
  - 12a Divisió Cuirassada de la Guàrdia
  - 47a Divisió Cuirassada de la Guàrdia
- 8è Exèrcit de la Guàrdia Orde de Lenin, Nohra
  - 79a Divisió Cuirassada de la Guàrdia
  - 27a Divisió Mecanitzada de Fusellers de la Guàrdia
  - 39a Divisió Mecanitzada de Fusellers de la Guàrdia
  - 57a Divisió Mecanitzada de Fusellers de la Guàrdia
- 20è Exèrcit de la Guàrdia Bandera Roja, Eberswalde-Finow
  - 35a Divisió Mecanitzada de Fusellers de la Guàrdia
  - 6a Divisió Mecanitzada de Fusellers de la Guàrdia
  - 12a Divisió Mecanitzada de Fusellers de la Guàrdia
  - 90a Divisió Cuirassada de la Guàrdia
- 34a Divisió d'Artilleria, Potsdam
- 16è Exèrcit Aeri
  - 6a Divisió Aèria de Caces
  - 16 a Divisió Aèria de Caces
  - 126 a Divisió Aèria de Caces
  - 105 a Divisió Aèria de Caces bombarders
  - 126a Divisió Aèria de Caces

## Comandants en Cap

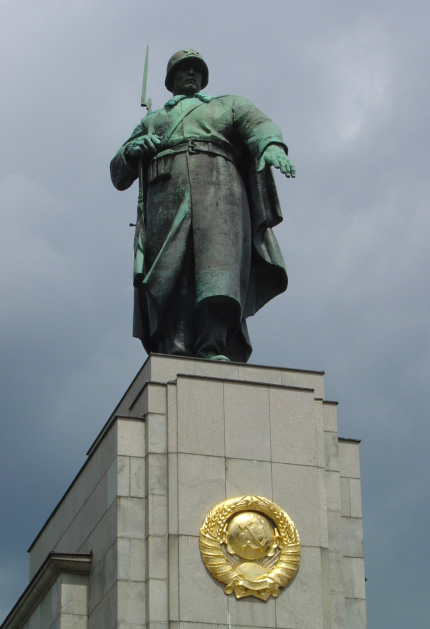
Monument a l'Exèrcit Roig a Berlín.

Els tres primers Comandants en Cap també ocupaven el càrrec de Cap de l'Administració Militar Soviètica a Alemanya.
- Gueorgui Júkov – 9 de juny de 1945 – 21 de marc de 1946
- Vassili Sokolovski – 22 de marc de 1946 – 31 de marc de 1949
- Vassili Txuikov – 1 d'abril de 1949 – 26 de maig de 1953
- Andrei Gretxkó – 27 de maig de 1953 – 16 de novembre de 1957
- Matvei Zakhàrov – 17 de novembre de 1957 – 14 d'abril de 1960
- Ivan Iakubovski – 15 d'abril de 1960 – 9 d'agost de 1961[5]
- Ivan Koniev – 9 d'agost de 1961 – 18 d'abril de 1962
- Ivan Iakubovski – 19 d'abril de 1962 – 26 de gener de 1965
- Petr Koixevoi – 27 de gener de 1965 – 31 d'octubre de 1969
- Víktor Kulikov – 1 de novembre de 1969 – 13 de setembre de 1971
- Semion Kurkotkin – 14 de setembre de 1971 – 19 de juliol de 1972
- Ievgeni Ivanovski – 20 de juliol de 1972 – 25 de novembre de 1980
- Mikhaïl Zaitsev – 26 de novembre de 1980 – 6 de juliol de 1985
- Petr Luixev – 7 de juliol de 1985 – 12 de desembre de 1990
- Matvei Burlakov – 13 de desembre de 1990 – 31 d'agost de 1994